# Карамюрсель
Карамюрсель (тур. Karamürsel) — город и район в провинции Коджаэли (Турция).

## История
В византийскую эпоху был известен как Пренет (Πραινετός).
В 1912 г. в городе и районе проживало: 
Греки - 19 732 чел.
Турки - 5000 чел.
Армяне - 2875 чел.